# Hans Eckstein (Ruderer)
Hans Eckstein (* 3. Mai 1939 in Halberstadt) ist ein ehemaliger deutscher Ruderer und Rudertrainer.

## Werdegang
Eckstein begann seine aktive Ruderlaufbahn beim Sportklub der Hochschule in Leipzig und war für diesen von 1956 bis 1964 aktiv. 1961 konnte er bei den DDR-Meisterschaften in Grünau mit dem Leipzig-Achter den Titel gewinnen. Zudem sicherte er sich gemeinsam mit Peter Mrachacz, Manfred Scholz und Hans Müller im Vierer ohne Steuermann den Vizetitel hinter dem Boot TSC Oberschöneweide I. 1963 sicherte er sich gemeinsam mit Werner Riemann, Heinz Weigel und Kurt Stuhlmann an gleicher Stelle den Titel, bevor er 1964 noch einmal Vizemeister wurde.
1964 schloss er auch seine Ausbildung zum Diplomsportlehrer an der Deutschen Hochschule für Körperkultur (DHfK) ab. Ab 1965 war er Trainer beim SC Einheit Dresden. Nur ein Jahr später kam er als Kadertrainer zum Ruderverband und betreute über die Jahre verschiedene Mannschaften.
Unter seiner Leitung wurde der Zweier ohne Steuermann und der Vierer ohne Steuermann bei den Ruder-Weltmeisterschaften 1966 Weltmeister. Nachdem der Vierer ohne Steuermann 1967 Europameister wurde, gewann er auch das Rennen bei den Olympischen Sommerspielen 1968. Zudem sicherte sich der Vierer mit Steuermann dabei die Silbermedaille. 1969 feierte der Zweier ohne Steuermann den Europameistertitel. Mit dem Vierer ohne Steuermann sicherte er sich 1970 den Weltmeistertitel sowie 1971 den Sieg bei der Europameisterschaft. Zudem war er bei den Olympischen Sommerspielen 1972 erfolgreich. Damit feierte Eckstein als Trainer auch seinen zweiten Olympiasieg. 1973 wurde der Vierer ohne Steuermann zudem erneut Europameister. 1974, 1977 und 1978 gewann der von Eckstein trainierte Vierer mit Steuermann drei Weltmeistertitel.
Nach der Wende und der folgenden Wiedervereinigung Deutschlands ging Eckstein wie viele seiner Kollegen ins Ausland. So nahm er wie auch Elmar Antony eine Trainerstelle in Österreich an. Ihm werden als ehemaligem Cheftrainer der DDR-Ruderer Verbindungen zum Doping-System in der DDR unterstellt. Im Jahr 1991 trat er eine Trainerstelle beim Ersten Wiener Ruderclub an. 2000 trat er von allen Trainerposten zurück. Bis 2001 war Eckstein anschließend als Sportkoordinator im Österreichischen Ruderverband aktiv, bevor er nach dem schwachen Abschneiden der Österreicher bei den Ruder-Weltmeisterschaften 2001 zurücktrat.

## Privates
Eckstein ist verheiratet, Vater von drei Kindern und betätigt sich in seiner Freizeit als Amateurfilmer und Fotograf.

## Auszeichnungen
- 1976 Nationalpreis der DDR I. Klasse für Wissenschaft und Technik[8]